# هاینریش لوبکه
هاینریش لوبکه (به آلمانی: Heinrich Lübke) (زاده ۱۴ اکتبر ۱۸۹۴ – درگذشته ۶ آوریل ۱۹۷۲) یک سیاستمدار محافظه کار آلمانی و رئیس‌جمهور آلمان غربی از سال ۱۹۵۹ تا ۱۹۶۹ بود. او پیش از ریاست جمهوری، وزیر کشاورزی آلمان غربی بود.
در کنار کشاورزی، او به پیشرفت و توسعه روستاها نیز علاقه‌مند بود. او در سال ۱۹۶۹ از مقام ریاست جمهوری استعفا داد. هاینریش لوبکه در ۶ آوریل ۱۹۷۲ در سن ۷۷ سالگی درگذشت.
لوبکه از وضع سلامتی‌اش که رو به وخامت بود، رنج می‌کشید. او همچنین به خاطر بیانات شرم‌آورش در اذهان عمومی مشهور است.

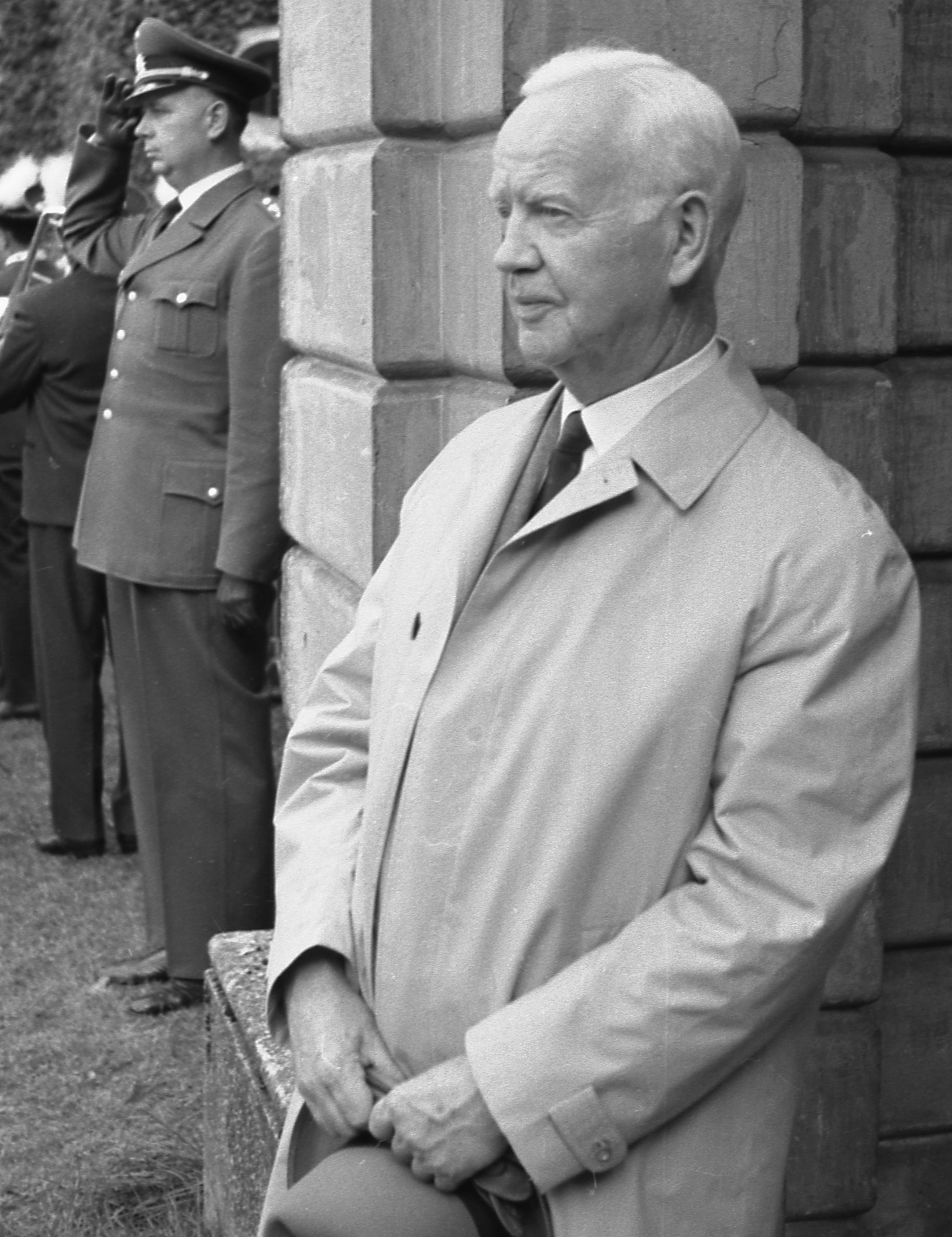
هاینریش لوبکه دومین رئیس‌جمهور آلمان در حال بازدید از کیرشهایم‌این‌شوابن شهری در بایرن.